# Sebastian Leitner
Sebastian Leitner (1919-1989) fue un psicólogo, militar, periodista y escritor alemán.

## Biografía
Mientras estudiaba en Viena, fue arrestado por los nazis en 1938, debido a su oposición contra la anexión de Austria al Tercer Reich. Más tarde, se mudó a Frankfurt para estudiar derecho, pero fue llamado a filas en 1942, durante la Segunda Guerra Mundial. Fue apresado por el Ejército Rojo, pasó varios años como prisionero de guerra y fue liberado en 1949, año en que comenzó su carrera como comentador de temas científicos en la prensa alemana. 
Al principio se dedicó a temas legales y sociológicos, y más tarde se centró en temas médicos y psicológicos. Su libro Así se aprende, un manual práctico sobre la psicología del aprendizaje, se convirtió en un éxito de ventas en varios países. En este libro describió el que más tarde se llamaría sistema de Leitner, un sencillo pero eficaz método para aprender usando fichas de preguntas y respuestas.

## Sistema de Leitner

Sistema de Leitner; tarjeta flash.

Este método hace uso de fichas (también llamadas tarjeta flash o flash card) como ayuda para el aprendizaje. Se escribe una pregunta sobre la ficha y la respuesta al dorso. La pregunta y su respuesta puede tratar sobre vocabulario, datos históricos, fórmulas y cualquier otro tema que pueda ser aprendido mediante el formato de preguntas y respuestas. Este método es ampliamente utilizado como un ejercicio de aprendizaje para ayudar a la memorización por vía del repaso espaciado.
Las fichas se ordenan en grupos de acuerdo al grado de conocimiento que tiene sobre cada una de ellos, es decir, se clasifican en niveles de dificultad. Funciona así: el individuo intenta recordar la respuesta; si lo logra, la ficha va al siguiente grupo. Pero si falla, regresa la ficha al primer grupo. Por consiguiente, cada grupo, necesariamente va a tener un período más largo que el anterior antes que el individuo vea la ficha en cuestión nuevamente.
Por ejemplo, suponga que tiene tres grupos llamados Grupo 1, Grupo 2 y Grupo 3. Las fichas en el Grupo 1 son las únicas en las que frecuentemente se cometen errores y el Grupo 3 contiene las fichas que se conocen muy bien. Para estudiar, el individuo puede elegir únicamente una ficha al día del Grupo 1, del Grupo 2 toma una cada 3 días y del Grupo 3 una cada 5 días. Si mira la ficha del Grupo 1 y conoce la respuesta correcta, el individuo "promueve" la ficha al Grupo 2. Una respuesta correcta con el Grupo 2 "promueve" la ficha al Grupo 3. Si se comete un error con las fichas del Grupo 2 o el Grupo 3, esa ficha es "degradada" al Grupo 1, lo cual fuerza a estudiar esa ficha más frecuentemente.
La ventaja de este método es que se enfoca en las fichas más difíciles, las cuales permanecen en el primer grupo. El resultado es, idealmente, una reducción en la cantidad de tiempo de estudio necesario.
Ideas similares han sido implementadas en el curso de idiomas de Pimsleur y, durante la década de 1980, en una serie de títulos de enseñanza de lenguas asistida por computador (en inglés CALL).